# Peter H. Wilson
Peter Hamish Wilson (nació 27 de noviembre de 1963) es un historiador británico. Desde 2015, es el titular de la Cátedra Chichele de Historia Bélica en el All Souls College de la Universidad de Oxford.

## Biografía
Wilson estudió en la Universidad de Liverpool y realizó su doctorado en el Jesus College de la Universidad de Cambridge. Se ha especializado en la historia de Alemania y en historia militar. En 1990 se convirtió en profesor de Historia Europea Moderna en la Universidad de Sunderland y en 1994, en la Universidad de Newcastle. En 1998, regresó a Sunderland como Lector, y posteriormente catedrático de Historia Moderna Temprana en la Universidad de Sunderland, de 2001 a 2006. Desde el 2007 hasta el 2015 fue catedrático de Historia en la Universidad de Hull. En el 2011 fue investigador visitante en el Centro de Excelencia de la Westfälische Wilhelm-Universität en Münster. También ha enseñado en Estados Unidos, en la Universidad High Point de Carolina del Norte, y en el Colegio Nacional de Guerra de Washington D. C. En 2015 sucedió a Hew Strachan como titular de la Cátedra Chichele de Historia Bélica en el All Souls College de la Universidad de Oxford.
De 2002 a 2010, Wilson y Michael Schaich organizaron talleres de la Sociedad de Historia Alemana en el Instituto Histórico alemán de Londres (DHIL). También fue co-curador de varias exposiciones: en 1998 en la Galería de Hatton en Newcastle (tema: "África en la Imaginación Europea") y en 2012 en el Nuevo Palacio de Potsdam (tema: "Gran Bretaña, Estados Unidos y el Mundo Atlántico"). Pertenece, entre otros, a la los consejos editoriales asesores de las siguientes revistas: la International History Review (2006-2010), War & Society y la británica Journal of Military History. Wilson es también miembro de la Royal Historical Society (FRHistS).

## Obras
- War, state and society in Württemberg, 1677–1793 (= Cambridge Studies in Early Modern History). Cambridge University Press, Cambridge 1995, ISBN 0-521-47302-0.

- German armies. War and German politics, 1648–1806. UCL Press, London 1998, ISBN 1-85728-106-3.

- Absolutism in Central Europe (Historical Connections Series). Routledge, London 2000, ISBN 0-415-23351-8.

- From Reich to revolution. German history, 1558–1806. Palgrave Macmillan, Houndmills 2004, ISBN 0-333-65244-4.

- (editor): 1848. The Year of Revolutions (International Library of Essays in Political History). Ashgate, Aldershot 2006, ISBN 978-0-7546-2569-8.

- (Hrsg.): Warfare in Europe 1815–1914 (= International Library of Military History). Ashgate, Aldershot 2006, ISBN 978-0-7546-2478-3.

- (editor): A Companion to Eighteenth-Century Europe. Blackwell, Oxford 2008, ISBN 978-1-4051-3947-2.

- (editor): with Alan Forrest: The Bee and the Eagle: Napoleonic France and the end of the Holy Roman Empire, 1806. Palgrave, Basingstoke 2009, ISBN 978-0-230-00893-9.

- Europe’s Tragedy: A History of the Thirty Years War. Allen Lane, London 2009, ISBN 978-0-14-193780-9.

- (editor): The Thirty Years War: A Sourcebook. Palgrave, Basingstoke 2010, ISBN 978-0-230-24205-0.

- (editor): with Robert Evans (Hrsg.): The Holy Roman Empire, 1495–1806: A European Perspective. Brill, Leiden 2012, ISBN 978-90-04-20683-0.

- The Holy Roman Empire. A Thousand Years of Europe’s History. Allen Lane, London 2016, ISBN 978-1-84614-318-2.